# Cercopithecus nictitans
Hocheur, Cercopithèque hocheur
Pour les articles homonymes, voir Hocheur.
Espèce
Statut de conservation UICN

 NT  : Quasi menacé
Statut CITES
Le hocheur ou cercopithèque hocheur (Cercopithecus nictitans) est une espèce de mammifères primates de la famille des Cercopithécidés, qui fait partie des singes africains de cette famille couramment appelés « pains à cacheter » ou « blancs-nez » en raison d'une tache blanche très claire et caractéristique sur leur nez.

## Dénominations
- Nom scientifique valide : Cercopithecus nictitans (Linnaeus, 1766)[1]
- Noms vulgaires (vulgarisation scientifique) recommandés ou typiques en français : Hocheur[2],[3],[4] ou Cercopithèque hocheur[3],[4].
- Autres noms vulgaires ou noms vernaculaires (langage courant) pouvant désigner éventuellement d'autres espèces : Hocheur blanc-nez[5],[4], même si ce nom semble plutôt désigner l'espèce Cercopithecus petaurista, blanc-nez[6] ou pain à cacheter[6],[4].

## Description

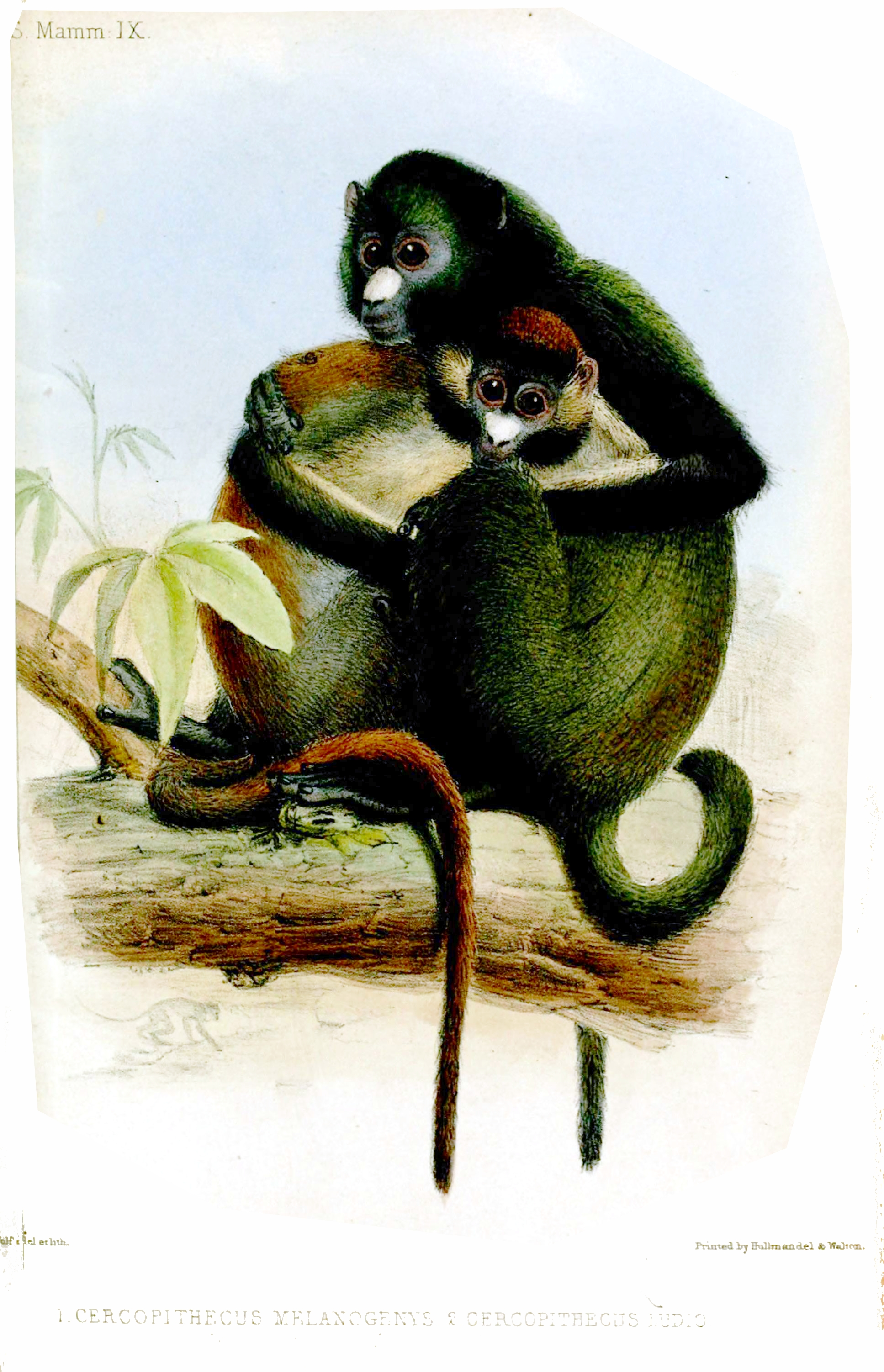
Planche zoologique de 1849
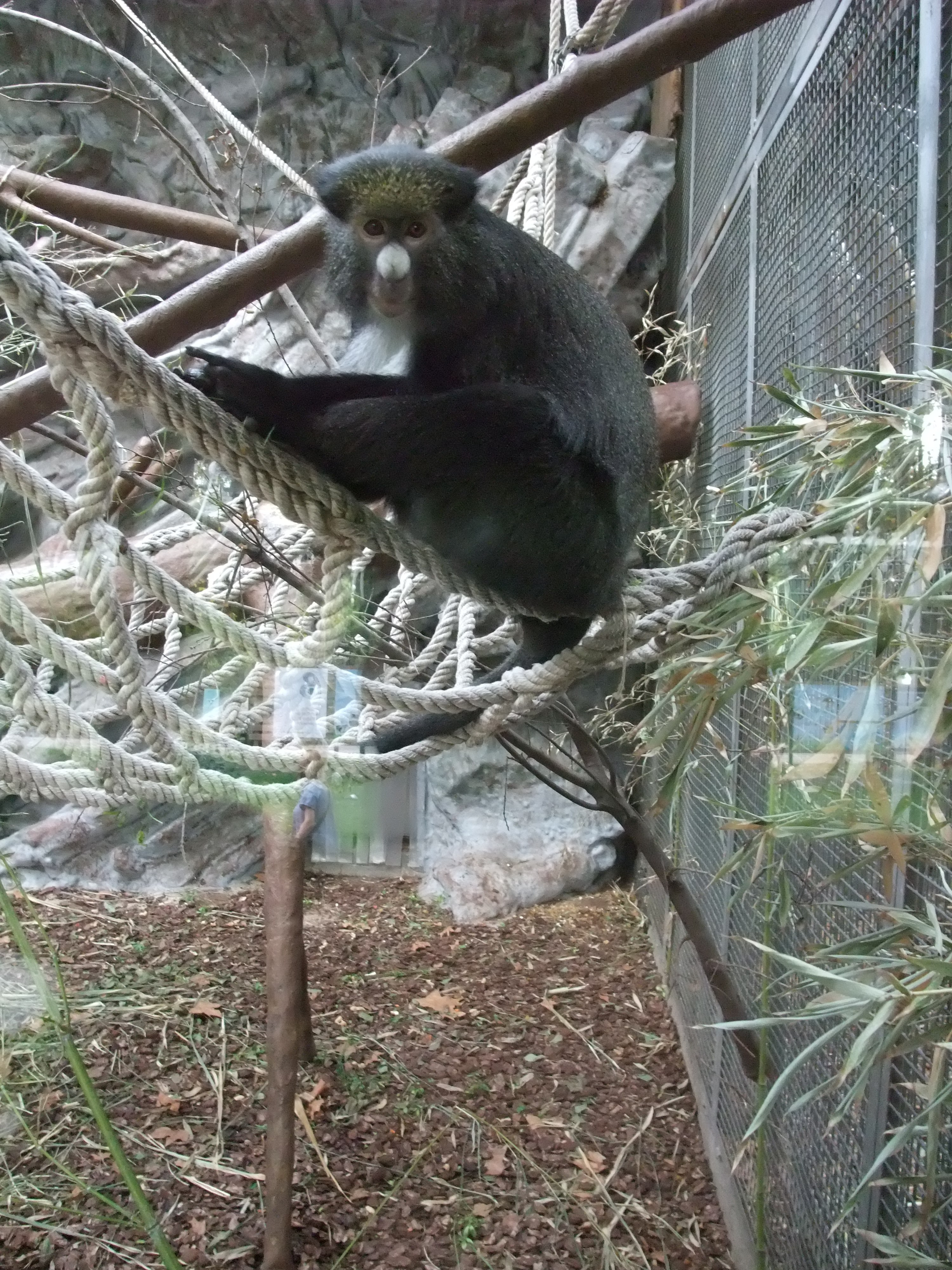
Un adulte de la sous-espèce Cercopithecus nictitans martini
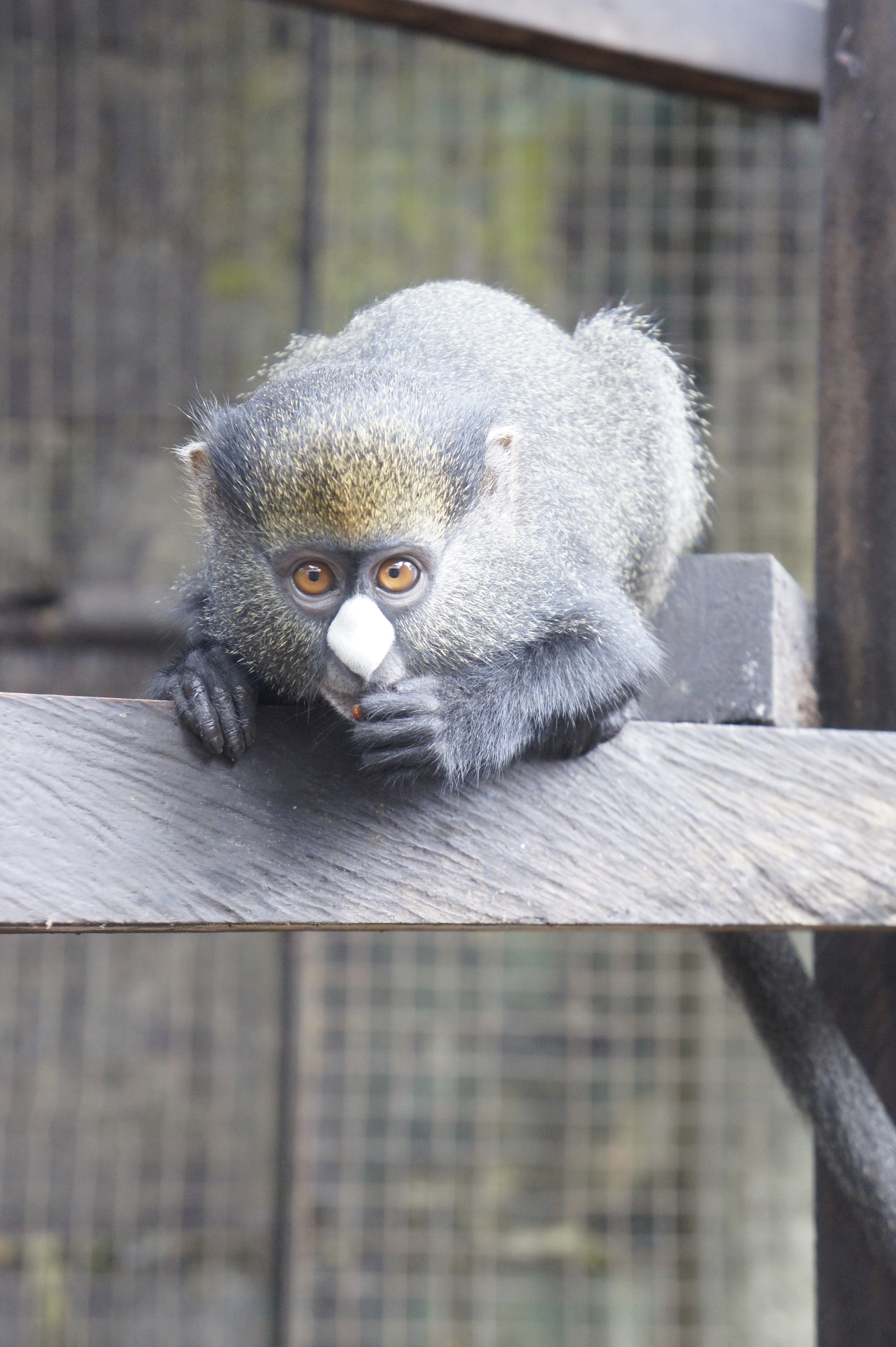
Un jeune individu vu de face

### Liste des sous-espèces
Selon Mammal Species of the World (version 3, 2005)  (16 juillet 2014) :
- sous-espèce Cercopithecus nictitans nictitans
- sous-espèce Cercopithecus nictitans martini

## Répartition et habitat

Aire de répartition

Cette espèce est présente au Liberia, en Côte d'Ivoire, au Nigeria, au Cameroun, en Guinée équatoriale, en République centrafricaine, au Gabon, en République du Congo et en République démocratique du Congo. Elle vit dans la forêt tropicale humide de plaine et de montagne.

## Comportement
Cette espèce est sociale et vit en groupe de 12 à 30 individus.

## Alimentation
Il est frugivore et granivore. Il complète son alimentation avec des feuilles et des insectes.

## Reproduction
Cercopithecus nictitans est polygame, un mâle vit avec plusieurs femelles et leurs petits. La femelle atteint sa maturité sexuelle à 4 ans environ. La gestation dure 172 jours en moyenne.